# Heinz Busch (Schauspieler)
Heinz Busch (* 18. Februar 1923 in Kiel; † September 2006 ebenda) war ein deutscher Schauspieler und niederdeutscher Autor.

## Leben
Heinz Busch wurde als Sohn eines Fischers im Kieler Stadtteil Ellerbek geboren und ist dort aufgewachsen. Zusammen mit seinem Freund Heinz Reincke bewarb er sich am Kieler Stadttheater als Schauspieler. Er arbeitete nach dem Zweiten Weltkrieg aber zunächst als Feinmechaniker, später Werbeleiter der städtischen Bühnen, bevor er Schauspieler und dann bis 1988 Bühnenleiter der Niederdeutschen Bühne Kiel wurde.

## Auszeichnungen
- 1981: Richard-Ohnsorg-Preis der Alfred Toepfer Stiftung F. V. S.
- 2005: Ehrenmitglied der Niederdeutschen Bühne Kiel anlässlich seines 60-jährigen Jubiläums
- Bundesverdienstkreuz am Bande

## Filmografie
- 1973 Bauern, Bonzen und Bomben, fünfteiliger deutscher Fernsehfilm nach dem gleichnamigen Roman von Hans Fallada aus dem Jahr 1931, Regie: Egon Monk
- 1986 Finkenwerder Geschichten, sechsteilige Fernsehserie, Regie: Carlheinz Caspari (1921–2009)

## Werke
- 1975: Isenputzer. (Original Eisenwichser von Heinrich Henkel, übersetzt von Busch)
- 1983: Een düchtigen Keerl. Schauspiel in 3 Akten. (Original von John Millington Synge, übersetzt von Busch)
- 1985: De 125. Gebortsdag. [De Weg in't Paradies]. Lustspiel. (Original von Ina Nicolai, übersetzt von Busch)
- 1985: Nu man suutje! Lütt Vertelln över Lüüd vun güstern u. hüüt.
- 1985: Rut ut de Puschen. Musical in drei Akten. (Original von Heinz Wunderlich, übersetzt von Busch)
- 1985: Vun den Fischer un sien Fru. Volksstück mit Musik. (Original von Heinz Wunderlich, übersetzt von Busch)
- 1987: Allns bruukt sien Tiet!
- 1987: Minna, mien Söte. Musical in 4 Bildern. (Original von Heinz Wunderlich, übersetzt von Busch)
- 1988: So geiht dat ok!
- 1989: De Weg in’t Paradies. Lustspiel. (Original von Ina Nicolai, übersetzt von Busch)
- 1996: Katharina Knie. Ein Seiltänzerstück. Volksstück in 4 Akten. (Original von Carl Zuckmayer, übersetzt von Busch)
- 1999: Dat Ammenmärken. Eine heitere Geschichte aus Norddeutschland. (Original von Horst Pillau, übersetzt von Busch)